# ライズ・オブ・ザ・フットソルジャー
『ライズ・オブ・ザ・フットソルジャー』（原題：RISE OF THE FOOTSOLDIER）は、2007年のイギリスの映画。ロンドンに実在したギャングであるカールトン・リーチの自伝『Muscle』を基にしつつ、実在の事件であるレッテンドン殺人事件の真相を描いた実話映画。。日本ではビデオスルーとなり、当初は『UKギャングスタ― イギリスで最も恐れられた男』という邦題だったが、DVDの再販時に原題準拠の邦題へ変更された。
次作の『キング・オブ・ギャングスタ―』(原題:Rise of the Footsoldier Part II: Reign of the General)まではカールトン・リーチの半生を基にした実話映画だったが、カールトン・リーチ本人と彼を演じた俳優リッチ・ハーネットが合同で企画していた『Reign of the General』がフットソルジャーシリーズの著作権に起因する訴訟で敗訴した為、2017年に制作された3作目『キング・オブ・ギャングスタ―2』(原題:Rise of the Footsoldier: The Pat Tate Story）では本作以降は時系列が過去のものとなり、1作目で殺害された実在の人物であるパット・テイトとトニー・タッカーが主役の物語となっている。これ以降は実話と完全に乖離し、映画的に誇張されたフィクションとなっており、カールトン・リーチ自身もXにて「これは彼の物語ではない」と語っている。
日本では1、2、3、5作目のみがローカライズされており、全てビデオスルーとなっている。

## ストーリー
1970年代後半のロンドンが舞台。イングランド2部リーグのウエストハムのICF(インターシティ・ファーム)と呼ばれた最凶のフーリガン集団の中で、最も恐れられていたリーダーのカールトン・リーチ。異常とも言えるほどウエストハムに熱狂し、酒、暴力、SEXに明け暮れていた。恋人であるカレンと結婚しても、彼の荒くれた生活は一向に変わらない。そんなカールトンの噂はナイトクラブまで広まり、用心棒としての仕事の依頼が舞い込む。持ち前の腕っぷしで力を存分に発揮し、ドラッグや麻薬取引など、どんな依頼も請け負うように。そして裏社会の大物・トニーと出会い、次第に裏社会の深みに沈んでいく。

## キャスト

### ライズ・オブ・ザ・フットソルジャー
- リッチ・ハーネット
- クレイグ・フェアブラス
- テリー・ストーン
- ローランド・マヌーキアン
- フランク・ハーパー
- ビリー・マーレイ
- ニール・マスケル
- キルストン・ウェアリング

### キング・オブ・ギャングスタ―
原題は「Rise of the Footsoldier Part II: Reign of the General」。
1作目の後日談となり、3人の死後のカールトンの動向と再起を描いている。

### ラスト・ギャングスタ―
原題は「Rise of the Footsoldier: The Pat Tate Story」。旧邦題は「キング・オブ・ギャングスタ―2」。
1作目に登場した人気キャラクターであるパット・テイトのスピンオフ作品であり、トニー・タッカーやミッキーとの出会い、1作目の裏側を補完する出来事や、どのようにして死に至ったかが描かれている。
ただし、1作目に登場した俳優とは異なる役者が演じている役もあり、作品冒頭の注意書き通り史実とは全く異なる完全に脚色されたストーリーである。

### ライズ・オブ・ザ・フットソルジャー オリジンズ
原題は「Rise of the Footsoldier: Origins」。
1作目に登場した人気キャラクターであるトニー・タッカーのスピンオフ作品であり、彼がフォークランド紛争従軍後にどのようにしてドアマンとしてのし上がり、クレイグ・ロルフとの出会いで麻薬によって堕落してレッテンドン殺人事件に繋がったかが描かれている。
ほぼ完全に架空のストーリーであった「ラスト・ギャングスター」とは異なり、一部は実話に基づく内容となっている。